# Thausgea
Thausgea is een geslacht van vlinders van de familie spinneruilen (Erebidae).

## Soorten
- T. bekaka Viette, 1966
- T. lolo Viette, 1966
- T. lucifer Viette, 1966
- T. sogai Viette, 1966